# مربع
المربع في الهندسة الرياضية هو رباعي أضلاع منتظم جميع أضلاعه متساوية في الطول ومتعامدة مشكلةً أربع زوايا متساوية قائمة (أي قياسها °90 أو π/2 راديان). يعد المربع حالة خاصَّة من كل من المستطيل الذي يحوي أربع زوايا قائمة متساوية والمعين ذو الأربع أضلاع متساوية. يتشابه المربع مع المستطيل في الزوايا القائمة الأربع أي تعامد الأضلاع المتجاورة، كما يمكن تشكيل المربع عن طريق جمع مثلثين قائمي الزاوية ومتساويا الساقين عند الوتر.
تحسب مساحة المربع عبر ضرب طول الضلع بنفسه، ولذلك فيكون مربع العدد في علم الجبر هو حاصل ضرب العدد بذاته.
يمكن استخدام المربّعات المتجاورة متساوية الأضلاع في تبليط المستوى تبليطًا منتظمًا دون ترك فراغات، عبر ترتيب المربعات لتتلاقى أضلاعها المتقابلة من الحافة إلى الحافة. ويُعرف هذا النمط باسم تبليط المربّع، وهو من أبسط أنواع التبليط المنتظم في الهندسة الإقليدية. تنتشر المربّعات في العديد من التطبيقات اليومية والهندسية، إذ تظهر عنصرًا رئيسًا في رصف الأرضيات والجدران، وتُستخدم على نطاق واسع في ورق الرسم البياني، وبكسلات الصور الرقمية، ولوحات الألعاب مثل رقعة الشطرنج.
كما تظهر الأشكال المربّعة في مخططات طوابق المباني، والأوريغامي (فن طي الورق)، وأطباق الطعام التي تتخذ هذا الشكل لأسباب جمالية ووظيفية. ويشيع استخدام المربّع أيضًا في تصميم الرسوميات وعلم الشارات والصور الفورية وكذلك في الفنون الجميلة.
تُعدّ صيغة مساحة المربّع، والتي تُحسب بضرب طول الضلع في نفسه، من الأسس البسيطة والجوهرية في حساب المساحات. وقد شكّلت هذه القاعدة نقطة انطلاق للعديد من المسائل الرياضية، بما في ذلك مسألة تربيع الدائرة، أي إنشاء مربع مساوٍ في المساحة لدائرة معينة باستخدام مسطرة وفرجار فقط. وقد أثبتت الرياضيات الحديثة أن هذا الهدف مستحيل تحقيقه، نظرًا للطبيعة المتسامية لعدد π. يمكن أيضًا نقش مربع داخل أي منحنى أملس أو محدب، مثل الدائرة أو المثلث، غير أن مسألة ما إذا كان بالإمكان نقش مربع داخل كل منحنى بسيط مغلق — وهي معروفة باسم "مسألة المربع المنقوش" — لا تزال غير محلولة في الرياضيات.
تظهر المربّعات كذلك في مسائل أكثر تعقيدًا، مثل تقسيم المربّع إلى مربّعات أصغر غير متساوية في الحجم، وهو موضوع يشكّل جزءًا من فرع يُعرف بـتربيع المربّع. واهتم الرياضيون أيضًا بمشاكل تتعلّق بـتعبئة أكبر عدد ممكن من المربّعات داخل أشكال هندسية أخرى، ما يستلزم البحث في الكفاءة المثلى لاستغلال المساحة.
يمكن إنشاء المربّعات بوسائل مختلفة، منها المسطرة والفرجار في نظام الإحداثيات الديكارتية. كما يمكن تمثيلها في المستوي المركب (العقدي) عبر الضرب المتكرر بالعدد التخيّلي 𝑖 . في الهندسة غير الإقليدية، تظهر أشكال مربّعة أيضًا ولكن بصيغ مختلفة. ففي هندسة سيارة الأجرة ومسافة شبشفية تكون المربّعات هي الكرات المترية، أي الأشكال التي تمثل نقاطًا على مسافة ثابتة من نقطة مركزية بحسب تعريف كل من هاتين الهندستين.
أما في الهندسة الكروية والهندسة الزائدية، وهما فرعان آخران من الهندسة غير الإقليدية، التي تفتقر للمضلعات، لذلك من غير الممكن رسم مربعات لها أضلاع متساوية وزوايا قائمة كما في الهندسة الإقليدية، لكن يمكن بناء مضلعات منتظمة تمتلك خصائص مشابهة للمربع. فقد تكون رباعية الأضلاع بأطوال متساوية ولكن بزوايا غير قائمة، أو رباعيات الزوايا قائمة الزوايا ولكن بعدد مختلف من الأضلاع أو بتوزيع مختلف للزوايا.

## تعريفات وميزات

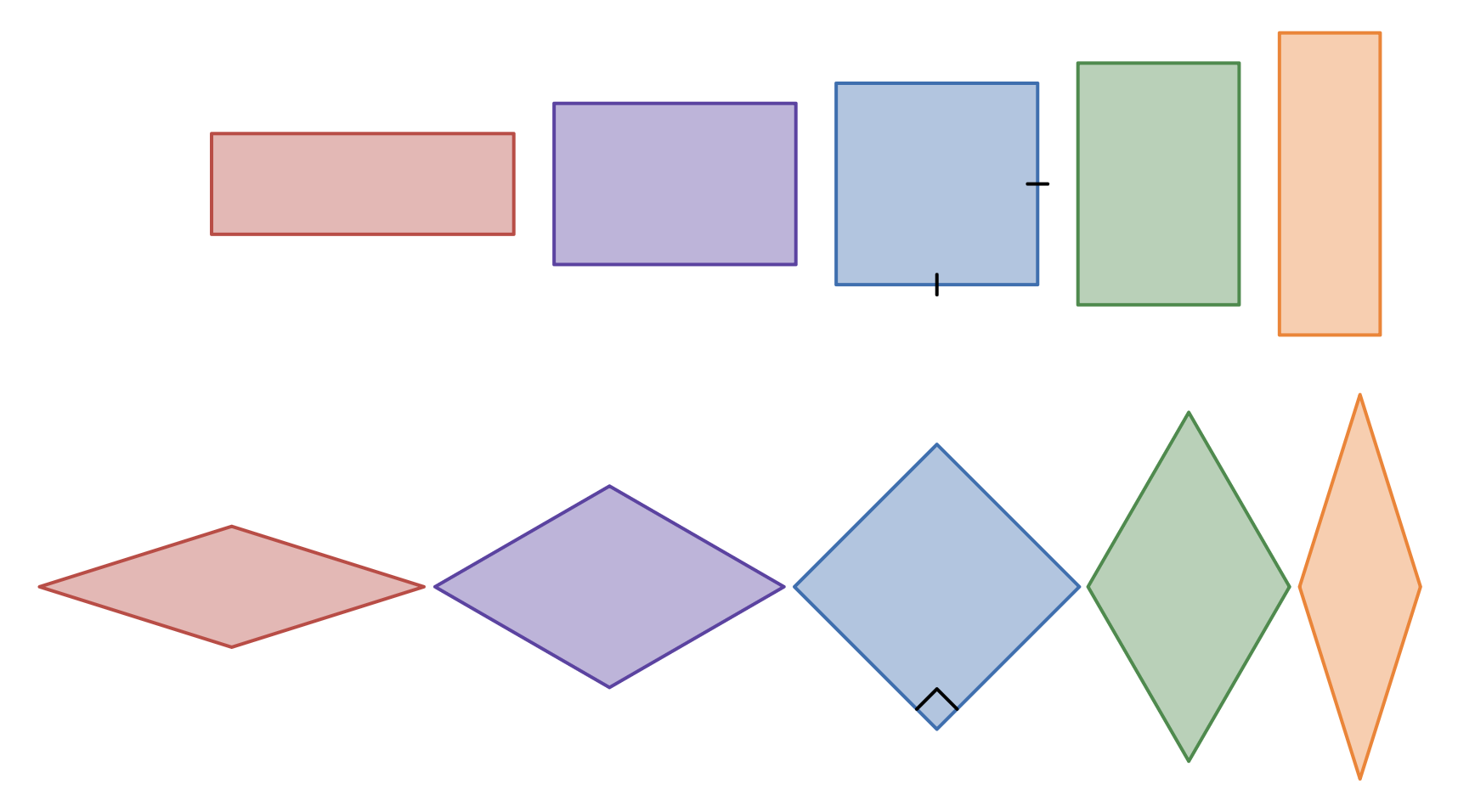
يظهر المربع باللون الأزرق بين المستطيلات الملونة في المنتصف عندما يتساوى طول المستطيل وعرضه، وبين المعينات في السطر الأدنى فيظهر أيضًا في المنتصف بزاوية قائمة وبلون أزرق أيضًا.

يمكن تعريف المربعات أو توصيفها بعدة طرق متكافئة. إذا استوفى المضلع في المستوى الإقليدي أيًا من المعايير الآتية، فإنه يستوفيها جميعًا:
- مضلع له أربعة أضلاع متساوية في الطول وأربع زوايا قائمة (كل منها 90 درجة أو π/2 راديان).[1]
- مستطيل أضلاعه الأربعة متساوية الطول.[1]
- معيّن يحتوي على زاوية قائمة بين ضلعين متجاورين.[1]
- معيّن جميع زواياه متساوية (أي أن كل زاوية قائمة).[1]
- متوازي أضلاع له زاوية قائمة واحدة وضلعان متجاوران متساويان.
- شكل رباعي الأضلاع تكون أقطاره متساوية في الطول، ومتعامدة، وتنصف بعضها البعض، أي أنه معيّن بأقطار متساوية.[2]

المربّعات هي المضلّعات المنتظمة الوحيدة التي تتساوى فيها الزاوية الداخلية والزّاوية الخارجيّة، والزّاوية المركزيّة، وجميعها تساوي زاوية قائمة (90 درجة).

## خواص المربع
يعد المربع حالة خاصَّة من المعين (أضلاع متساوية وزوايا متقابلة متساوية)، والحدأة (زوجان من الأضلاع المتجاورة المتساوية)، وشبه المنحرف (أحد الزوجين المتقابلين متوازيان)، ومتوازي الأضلاع (جميع الأضلاع المتقابلة متوازية)، والرباعي أو رباعي الأضلاع (مضلع رباعي الأضلاع)، والمستطيل (أضلاعه المتقابلة متساوية وزواياه قائمة)، وبالتالي فهو يمتلك جميع خصائص جميع هذه الأشكال، وهي:
- جميع الزوايا الأربع الداخلية للمربع متساوية (زاوية قائمة أي 90 درجة).[3][4]
- الزاوية المركزية للمربع تساوي 90 درجة.
- الزاوية الخارجية للمربع تساوي 90 درجة.[3]
- أقطار المربع متساوية وتنصف بعضها بعضاً، وتلتقي بزاوية 90 درجة.[4]
- أقطار المربع تنصف زواياه الداخلية، وتشكل زوايا متجاورة بزاوية 45 درجة.[5]
- جميع الأضلاع الأربعة للمربع متساوية.
- الأضلاع المتقابلة للمربع متوازية.

تتشابه جميع المربعات مع بعضها، أي أنها تملك ذات الشكل جميعًا، لذلك، فإن معرفة بارامتر واحد (عادة ما تكون طول الضلع او قطر المربع) يكفي لمعرفة حجم المربع. وتتطابق المربعات عندما يكون لها الحجم نفسه. 

### القياس

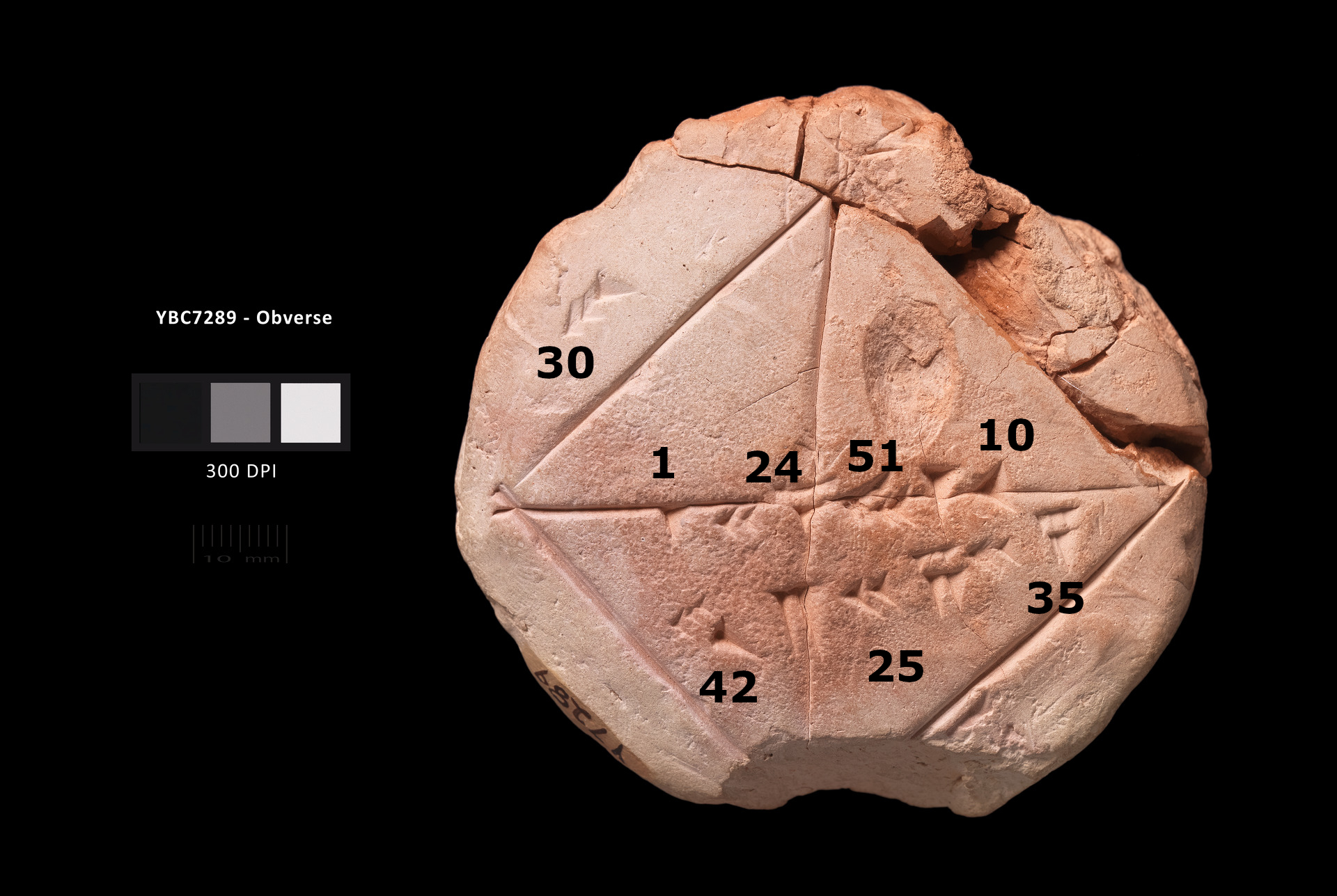
حسابات رياضية بابلية لقطر المربع مُقدرة بين العامين 1800 و 1600 قبل الميلاد

يُحسب محيط المربع الذي طول ضلعه {\displaystyle \ell } وفق العلاقة: {\displaystyle P=4\ell }، أما قطره فيُعطى بالعلاقة: {\displaystyle d={\sqrt {2}}\ell } ويُعد الجذر التربيعي للعدد 2 عددًا غير نسبي، أي لا يمكن التعبير عنه على شكل كسر عشري منتهٍ، وتُقدَّر قيمته تقريبًا بـ 1.414. وتعود معرفة هذا العدد إلى الحضارة البابلية، حيث توصّل علماء البابليين إلى تقدير دقيق له آنذاك. 
تُحسب مساحة المربع وفقًا للعلاقة: {\displaystyle A=\ell ^{2}={\tfrac {1}{2}}d^{2}.}

مساحة المربع هي حاصل ضرب طولي ضلعيه.

وقد أدى استخدام طول الضلع مرفوعًا للقوة 2 لحساب المساحة إلى اعتماد مصطلح "مربع" في علم الجبر للإشارة إلى رفع أي عدد إلى القوة الثانية.وبالعكس، إذا كانت المساحة معروفة، فإن طول الضلع يُستخرج عن طريق الجذر التربيعي لتلك المساحة.
عند تربيع عدد صحيح (أي حساب مساحة مربع طول ضلعه عدد صحيح)، نحصل على ما يُعرف بـ "عدد مربع"، وهو عدد يُمثّل عدد النقاط التي يمكن ترتيبها على شكل شبكة مربعة منتظمة.
فمثلًا، بما أن {\displaystyle 16=4^{2}} فإن مساحة مربع ضلعه 4 تساوي محيطه، أي أن {\displaystyle 16=4*4} و {\displaystyle 16=4+4+4+4}، مما يجعل هذا المربع شكلًا مثاليًا من حيث التساوي بين المساحة والمحيط. والمثال الوحيد الآخر المعروف من المستطيلات ذات الأبعاد الصحيحة التي تتساوى فيها المساحة مع المحيط هو المستطيل ذو الأبعاد {\displaystyle 16=3*6} .، ونظرًا لكون المربع مضلعًا منتظمًا، فإنه يُعد الشكل الرباعي الأقل محيطًا من بين جميع الأشكال الرباعية التي تحيط بمساحة معينة.
وعلى العكس، يُعد المربع أيضًا الشكل الرباعي الأكبر مساحة من بين جميع الأشكال الرباعية التي لها نفس المحيط. وبالفعل، إذا كانت A هي المساحة و P هو المحيط لشكل رباعي ما، فإن متباينة المتساوي المحيط التالية تكون صحيحة: {\displaystyle 16A\leq P^{2}}
وتتحقق المساواة إذا وفقط إذا كان الشكل رباعيًا منتظمًا، أي مربعًا.

### التناظر
يُعد المربع الشكل الرباعي الأكثر تناظرًا بين جميع الأشكال الرباعية، إذ توجد ثماني تحويلات جاسئة تُعيد المربع إلى نفسه دون تغيير في الشكل أو القياس.

محاور التماثل الانعكاسي ومراكز التماثل الدوراني للمربع (أعلى)، والمستطيل والمعين (وسط)، شبه منحرف متساوي الساقين، وحدأة، ومتوازي الأضلاع (أسفل)

عند تموضع المربع بحيث تكون أضلاعه موازية للمحورين (محاور الإحداثيات)، ومركزه في نقطة الأصل، فإن كل تناظر يمكن تمثيله بعملية تبديل أو تغيير إشارة إحداثيات النقاط (الإحداثي السيني أو الصادي أو كليهما).
تُبدِّل التناظرات المثلثات الثمانية المتساوية الساقين بين أنصاف الأضلاع ومركز المربع (الذي يبقى مكانه)، يمكن عندئذٍ اعتبار أي من هذه المثلثات المنطقة الأساسية للتحويلات.
كل زوج من الرؤوس، وكل زوج من الأضلاع، وكل زوج من أنصاف الأضلاع (المسافات من المركز إلى منتصف كل ضلع)، يمكن ربطه بعملية تناظر واحدة على الأقل، بينما يُربط كل زوج من أنصاف الأضلاع بواسطة تناظر واحد فقط.
وهذه الخصائص لا تقتصر على المربع وحده، بل تنطبق أيضًا على جميع المضلعات المنتظمة. ويُعبر عن ذلك بالقول إن تناظرات المربع — أو بوجه أعم، تناظرات أي مضلع منتظم — تعمل بشكل انتقالي على الرؤوس والأضلاع، وبشكل انتقالي بسيط على أنصاف الأضلاع.

## تمييز المربع عن غيره من الأشكال
يكون رباعي أضلاع محدبٌ مربعا إذا توفرت إحدى الشروط التالية:
- أن يكون مستطيلا به كل ضلعين متجاورين متساويان.
- أن يكون معينا زواياه قائمة.
- أن يكون متوازي أضلاع تساوى فيه ضلعان متجاوران وإحدى زواياه قائمة.
- أن يكون معينا تساوى قطراه.
- أن يكون مستطيلا تعامد قطراه.
- أن يكون رباعي أضلاع متساوي الأضلاع ومتساوي الزوايا (وبذلك تكون زواياه قائمة).

## الإحداثيات والمعادلات
المعادلة
{\displaystyle \max(x^{2},y^{2})=1}

رسم على نظام إحداثي ديكارتي.

تصف مربعا ضلعه يساوي 2 ويتقاطع قطراه في مركز المَعلم.
المساحة تساوي مربع القطر على 2

## الإنشاء

إنشاء مربع باستعمال الفرجار والمسطرة

الصورة في اليسار تبين كيفية رسم المربع بالفرجار والمسطرة.

## تربيع الدائرة
تربيع الدائرة هي معضلة قديمة وضعها علماء الهندسة القدامى يتمثل في إنشاء مربع له نفس مساحة دائرة معلومة ما، باستعمال عدد منته فقط من الخطوات بالفرجار والمسطرة.
في عام 1882، أُثبتت استحالة هذه المهمة نتيجةً لمبرهنة ليندمان-ويرستراس، التي تبرهن على أن π عدد متسام بدلا من أن يكون عددا جبريا (أي أنه لا يمكن أن يكون جذرا لمتعددة حدود جميع معاملاتها أعداد جذرية).

## حقائق أخرى
- بما أن المربع هو مستطيل، فإنه يحقق مبرهنة العلم البريطاني.
- قطرا المربع متعامدان ومتساويان وينصف كلٌّ منهما الآخر وطولهما يساوي {\displaystyle \scriptstyle {\sqrt {2}}} مرةً طول ضلع من أضلاع المربع (حوالي 1.414). هذه القيمة المعروفة باسم الجذر التربيعي لاثنين أو بثابتة فيثاغورس، كانت أول عدد يبرهن عليه بأنه ليس بعدد جذري.
- إذا كان شكل هندسي ما مستطيلا ومعينا في آن واحد، فإنه مربع.

## الهندسة غير الإقليدية
انظر هندسة كروية.

### أمثلة
| ست مربعات يمكن أن تقسم كرة إلى ست أقسام بثلاث مربعات حول كل رأس وزاوية بقياس 120 درجة 3 . رمز شليفلي هو l {4,3}. | Squares can tile ‏ the فضاء ثنائي الأبعاد with 4 around each vertex, with each square having an internal angle of 90°. رمز شليفلي هو l {4,4}. | Squares can tile ‏ the hyperbolic plane ‏ with 5 around each vertex, with each square having 72-degree internal angles. The رمز شليفلي هو {4,5}. |

## وصلات خارجية
- Weisstein, Eric W. "مربع". MathWorld (بالإنجليزية).